# Hail Grenada
Hail Grenada är Grenadas nationalsång sedan 1974. Den är komponerad av Louis Arnold Masanto, och skriven av Irva Merle Baptiste. 

## Engelsk text
Hail! Grenada, land of ours,
We pledge ourselves to thee,
Heads, hearts and hands in unity
To reach our destiny.
Ever conscious of God,
Being proud of our heritage,
May we with faith and courage
Aspire, build, advance
As one people, one family.
God bless our nation.